# Авину малкену
Авину малкену (Авину Малкену, Авину малкейну, Абину-Малкену, Абину Малкену, др.-евр. אבינו מלכנו‬ — «Отче наш, Царь наш»; греч. Πατερ ημων Βασιλευ ημων) в талмудическом иудаизме — пиют и покаянная молитва, которую произносят в течение «десяти дней покаяния», начиная от Рош ха-Шана до Йом-кипура. В сефардском носахе, а также реформистском иудаизме молитву «Авину малкену» произносят лишь в Рош ха-Шана и Йом-кипур.
Объём молитвы и порядок строф значительно различаются в разных общинах.
Молитва «Авину малкену» была составлена особо для постных дней (понедельник, четверг, понедельник) во времена бедствий и была объединена с будничной молитвой «Шемоне-Эсре» палестинского носаха и современной молитвой «Амида» вавилонского носаха в нынешнем виде. Покаянные пиюты будней (авину малкену, ми ше-ана, эль мелех иошев, эль эрех апаим, шомер исраэль, ве-ху рахум) входили в первые шесть благословений серединной части молитвы «Шемоне-Эсре», однако позднее были изъяты и помещены в сидуре следом за молитвой «Амида».
Первоначально молитва «Авину малкену» была составлена в виде «алфавитного» акростиха на основе 24-х букв греческого алфавита (этим объясняется строгий порядок 12-и серединных благословений молитвы «Шмоне эсре»), но позднее, после многочисленных изменений, порядок был нарушен.
Талмудическая молитва «Авину малкену» и христианская молитва «Отче наш» — основаны на общем источнике.

## Текст
В вавилонском Талмуде (Таанит 25 б) упомянуто о 24-х строфах молитвы «Авину малкену», однако указаны лишь 2 строфы, которые произнёс раввин Акива, чтобы выпал дождь. Согласно другому источнику молитва «Авину малкену» состояла из пяти строф. В постталмудическую эпоху молитва насчитывала 19 строф. Позже молитва была увеличена до 24-х строф, чтобы сделать её похожей на молитву «Шмоне эсре», составленную из 18-и благословений будней и шести дополнительных благословений (Мишна, Таанит 2). Большинство строф молитвы «Авину малкену» — схожи с серединными благословениями молитв «Амида» и «Хавинену». В махзоре Амрама гаона молитва «Авину малкену» составлена из 25-и строф. В сефардском носахе молитва «Авину малкену» была расширена до 29-и строф. В ашкеназском нусахе — 38 строф. В польском нусахе (сфарад) — 44 строфы. В нусахе Салоник — 53 строфы.
В молитве «Амида» в благословениях 5 и 6 также содержится выражение «Отче наш, Царь наш».
В нынешнем виде в молитве «Авину малкену» выражено раскаяние в грехах и просьба о записи в «Книгу жизни» во время праздника Рош ха-Шана и «Книгу прощения» в Йом-кипур.

Отче наш, Царь наш, согрешили мы пред ликом Твоим!
Отче наш, Царь наш, нет у нас [другого] Царя, кроме Тебя!
Отче наш, Царь наш, поступай с нами согласно имени Твоему!
Отче наш, Царь наш, отведи от нас обвинения тяжкие!
Отче наш, Царь наш, возобнови на нас оправдания благие!
Отче наш, Царь наш, отведи от нас замыслы ненавидящих нас!
Отче наш, Царь наш, расстрой сговор врагов наших!
Отче наш, Царь наш, пошли исцеление болеющим народа Твоего!
Отче наш, Царь наш, отведи мор от [земельного] надела Твоего!
Отче наш, Царь наш, отведи чуму и меч и мор от сыновей Завета Твоего!
Отче наш, Царь наш, помяни, ибо прах мы!
Отче наш, Царь наш, поступай по-Своему, но не по-нашему!
Отче наш, Царь наш, разорви приговор суда [над] нами!
Отче наш, Царь наш, сотри запись провинностей наших!
Отче наш, Царь наш, извини и прости проступки наши!
Отче наш, Царь наш, сотри и убери преступления наши от очей Своих!
Отче наш, Царь наш, возврати нас в раскаянии глубоком пред ликом Твоим!
Отче наш, Царь наш, впиши нас в «Книгу жизни»!
Отче наш, Царь наш, впиши нас в «Книгу памяти»!
Отче наш, Царь наш, впиши нас в «Книгу заслуг»!
Отче наш, Царь наш, впиши нас в «Книгу прибыли и пропитания»!
Отче наш, Царь наш, взрасти нам спасение скорее!
Отче наш, Царь наш, восприми милостиво мольбу нашу!
Отче наш, Царь наш, поступай согласно имени Своему великому!
Отче наш, Царь наш, поступай согласно милосердию Своему обильному, да помилуй нас!
Оригинальный текст (иврит)
אבינו מלכנו חטאנו לפניך‎
אבינו מלכנו אין לנו מלך אלא אתה‎
אבינו מלכנו עשה עמנו למען שמך‎
אבינו מלכנו בטל ממנו גזירות קשות‎
אבינו מלכנו חדש עלינו גזירות טובות‎
אבינו מלכנו בטל ממנו מחשבות שונאינו‎
אבינו מלכנו הפר עצת אויבינו‎
אבינו מלכנו שלח רפואה לחולי עמך‎
אבינו מלכנו עצור מגפה מנחלתך‎
אבינו מלכנו כלה דבר וחרב ומשחית מבני בריתך‎
אבינו מלכנו זכור כי עפר אנחנו‎
אבינו מלכנו עשה למענך ולא למעננו‎
אבינו מלכנו קרע לנו גזר דיננו‎
אבינו מלכנו מחוק שטר חובותינו‎
אבינו מלכנו סלח ומחל לעונותינו‎
אבינו מלכנו מחה והעבר פשעינו מנגד עיניך‎
אבינו מלכנו החזירנו בתשובה שלימה לפניך‎
אבינו מלכנו כתבנו בספר חיים‎
אבינו מלכנו כתבנו בספר זכרון‎
אבינו מלכנו כתבנו בספר זכיות‎
אבינו מלכנו כתבנו בספר פרנסה וכלכלה‎
אבינו מלכנו הצמח לנו ישועה בקרוב‎
אבינו מלכנו קבל ברחמים את תפלתנו‎
אבינו מלכנו עשה למען שמך הגדול‎
אבינו מלכנו עשה למען רחמיך הרבים ורחם עלינו‎
— Сидур Амрама бен-Шошна, гаона («хасида»), «Седер рава Амрама гаона»
В сефардском сидуре молитва «Авину малкену» описана следующим образом:

Отче наш, Царь наш, Отче наш — Ты!
Отче наш, Царь наш, нет у нас () кроме Тебя!
Отче наш, Царь наш, помилуй нас!
Отче наш, Царь наш, смилостивься к нам и ответь нам!
Оригинальный текст (иврит)אבינו מלכנו אבינו אתה אבינו מלכנו אין לנו אלא אתה אבינו מלכנו רחם עלינו אבינו מלכנו חננו ועננו‎
— Сефардский сидур «Седер ха-тфилот ме-сидур», Венеция, 1552, врача-раввина Исаака бар-Шемтова, кабальеро, для евреев-сефардов испано-португальской диаспоры

## Мишна
Встали, чтобы помолиться. Опустились [на колени] перед ковчегом, а опытный старейшина, у которого есть сыновья и мало имущества, чтобы помышлял бы лишь о молитве, произносит 24 благословения — 18 ежедневных и добавляет к ним ещё 6
Оригинальный текст (иврит)עמדו בתפלה מורידין לפני התבה זקן ורגיל ויש לו בנים וביתו ריקם כדי שיהא לבו שלם בתפלה ואומר לפניהם עשרים וארבע ברכות שמנה עשרה שבכל יום ומוסיף עליהן עוד שש‎
— Мишна, Таанит 2

## Талмуд
Случилось с раби Элиэ́зером, когда опустился [на колени] перед ковчегом и произнёс 24 благословения, но не было отвечено ему. Тогда опустился [на колени] Рабби Акива после него и произнёс: «Отче наш, Царь наш, нет у нас [другого] царя, кроме Тебя! Отче наш, Царь наш, помилуй нас!». И [тогда] пошли зимние ливни. Стали перешёптываться наши раввины [вокруг]. Явился Глас небесный и произнёс: «Не потому, что этот — мудрее, чем тот, а потому, что этот умалился, а тот нет»
Оригинальный текст (иврит)שוב מעשה ברבי אליעזר שירד לפני התיבה ואמר עשרים וארבע ברכות ולא נענה ירד רבי עקיבא אחריו ואמר אבינו מלכנו אין לנו מלך אלא אתה אבינו מלכנו למענך רחם עלינו וירדו גשמים הוו מרנני רבנן יצתה בת קול ואמרה לא מפני שזה גדול מזה אלא שזה מעביר על מדותיו וזה אינו מעביר על מדותיו‎
— Вавилонский Талмуд, Таанит 25 б